# Casa Miró (Reus)
La Casa Miró, o Cal Miró és un edifici modernista que l'arquitecte Pere Caselles va construir per a la família Miró al carrer de Sant Llorenç de Reus, considerada com un monument protegit com a bé cultural d'interès local

## Descripció
L'edifici té una part destinada a habitatges, de planta baixa i tres pisos, que ocupa la cantonada entre el carrer de Sant Llorenç i el carrer dels Recs. Una altra part destinada a magatzems ocupa la resta de la finca, amb una façana que dona al carrer de Pere Òdena, a més de donar als dos ja mencionats. Són interessants els balcons correguts de la primera i segona planta, que donen el tomb a la cantonada i uneixen les façanes dels dos carrers. Com la resta de balcons de l'edifici són baranes de forja de secció bombada. Sobre el magatzem tres arcs rebaixats fan de façana al terrat del pis principal. Les façanes, damunt d'un sòcol de pedres d'un metre d'alçada estan recobertes d'estucat que imita carreus de pedra. L'edifici està coronat per una cornisa esglaonada que imita una estructura emmerletada.
La decoració de la façana té més importància a la part superior de les portes dels balcons, en els marcs semicirculars, amb representacions vegetals. La façana del magatzem del carrer de Pere Òdena presenta una successió d'obertures emmarcades per un esquema fonamental a base de dovelles d'estuc simulades.
El vestíbul de la casa és decorat amb pintures murals representant nimfes amb copes de vi, en al·legoria a l'activitat comercial del propietari. L'interior del pis principal conserva part de la seva decoració i mobiliari original.

## Història
Raimunda Sans, viuda de Miró, propietària d'un important negoci de comercialització i exportació de vins, en nom de la família Miró, va encarregar a Pere Caselles un gran edifici vora de la Plaça de Prim per acollir la seva residència familiar i les instal·lacions que necessitava per la seva activitat comercial. A l'acabar l'activitat els magatzems van acollir activitats diverses. La part de l'habitatge continua amb les seves funcions